# Trespiano
Trespiano è una frazione del comune italiano di Firenze, in Toscana.
La frazione appartiene amministrativamente al quartiere Campo di Marte e si trova in una zona collinare nell'ultimo tratto della via Bolognese, subito prima del confine comunale con Fiesole.

## Storia
Il toponimo deriva dalla corruzione di Trans planum, cima pianeggiante del colle fra la valle del Mugnone e quella di Terzollina. Fu possedimento dei nobili di Cercina a partire dal X secolo, per poi divenire proprietà dei Cattani di Firenze.
Fu il primo luogo in Toscana dove, nel luglio del 1630, furono riscontrati i primi casi di peste, che successivamente si diffuse nella quasi totalità della regione.
Il piccolo borgo sulla via Bolognese ha dato il nome al cimitero di Trespiano, — il più grande del comune di Firenze —, inaugurato nel 1784. La costruzione del cimitero determinò il passaggio dalla diocesi di Fiesole all'arcidiocesi di Firenze, sancito l'11 maggio 1784 dal breve Exponi Nobis di papa Pio VI.
Trespiano nel 1833 contava 299 abitanti.

## Monumenti e luoghi d'interesse

### Architetture religiose
- Chiesa di Santa Lucia a Trespiano: risale a prima dell'anno Mille. L'attuale aspetto neo-romanico si deve agli interventi di ristrutturazione fra il 1931 ed 1936 a cura del parroco Serafino Ceri, che portarono anche all'ampliamento dell'edificio nella zona absidale.
- Cimitero di Trespiano: inaugurato nel 1784 in seguito alle riforme lorenesi che proibivano di seppellire i defunti in chiesa. Il cimitero ospita anche la salma di Clemente Biondetti oltre che di Gastone Brilli Peri nella cappella di famiglia.
  - Cappella Bracco

### Architetture civili
- Villa Fiorale
- Villa Il Prato

## Infrastrutture e trasporti
Oggi Trespiano è raggiungibile con il trasporto pubblico con l'autobus di linea nr. 25, che ha il capolinea a Firenze a piazza della Libertà. Fino al 1973 tale collegamento era filoviario, facente parte della Rete filoviaria di Firenze.